# Atoms for Peace

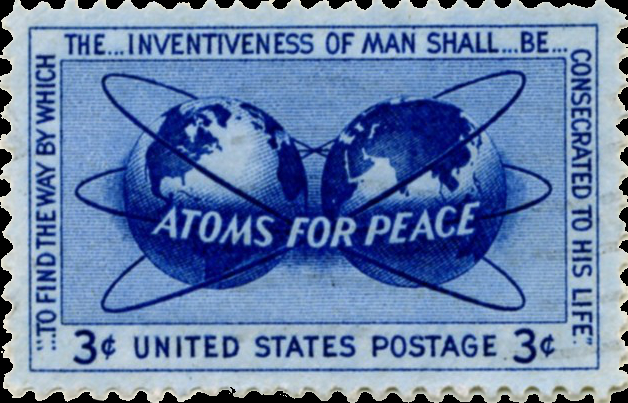
Briefmarke des US Postal Service, 1955

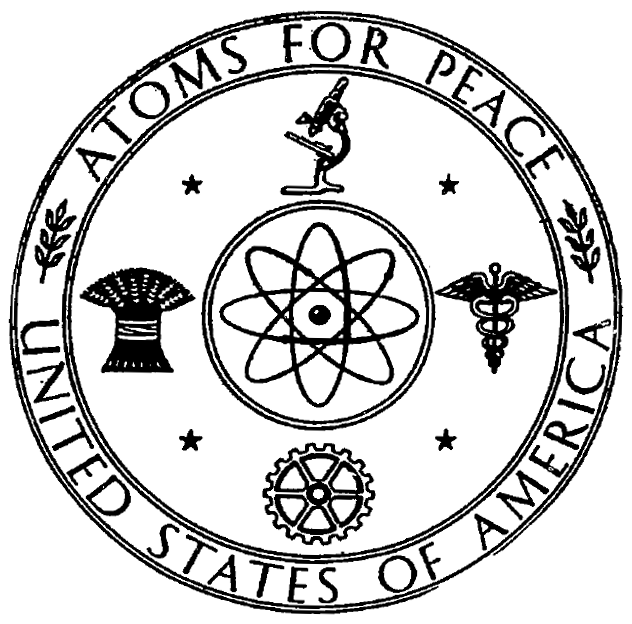
Atoms-for-Peace-Symbol (1955 oder früher)

Atoms for Peace (deutsch Atome für den Frieden) ist der Titel einer Rede, die der US-amerikanische Präsident Dwight D. Eisenhower am 8. Dezember 1953 vor der UN-Vollversammlung in New York City hielt.
Er präsentierte im Rahmen dieser Rede seine Vorstellungen von der friedlichen Nutzung der Kernenergie. Ein berühmter Auszug aus dieser Rede lautet wie folgt:

„...the United States pledges before you, and therefore before the world, its determination to help solve the fearful atomic dilemma – to devote its entire heart and mind to find the way by which the miraculous inventiveness of man shall not be dedicated to his death, but consecrated to his life.“

„...die Vereinigten Staaten verpflichten sich vor Ihnen und damit vor der Welt, zur Lösung des furchtbaren atomaren Dilemmas beizutragen – sich mit ganzem Herzen und Verstand dafür einzusetzen, dass der wunderbare Erfindungsreichtum des Menschen nicht dem Tod, sondern dem Leben geweiht wird.“

So sollte die Kernenergie der Energieerzeugung, in Form von zum Beispiel elektrischem Strom und Wärme sowie Anwendungsbereichen wie Medizin, Bekämpfung von Krankheitsüberträgern und Ernährung dienen. Das alles, so Eisenhower, solle so unter dem Dach einer internationalen Atomenergie-Organisation realisiert werden.
Eine sichere und friedliche Nutzung der Kernenergie und der dazugehörigen Technologie sollte gewährleistet werden, als Lösung für das „atomare Dilemma“. 1955 wurde in Genf eine große internationale Fachkonferenz zum Stand der Kerntechnik abgehalten, welche ebenfalls als «Atoms for Peace» bezeichnet wurde, genauer die Genfer Atomkonferenz. Dies war die erste Konferenz, auf der die Atommächte und die Staaten öffentlich Informationen über die friedliche Nutzung der Kernenergie austauschten, d. h. einige Beschränkungen (seit dem Ende des Zweiten Weltkrieges) wurden aufgehoben.

## Friedliche Nutzung der Atomenergie

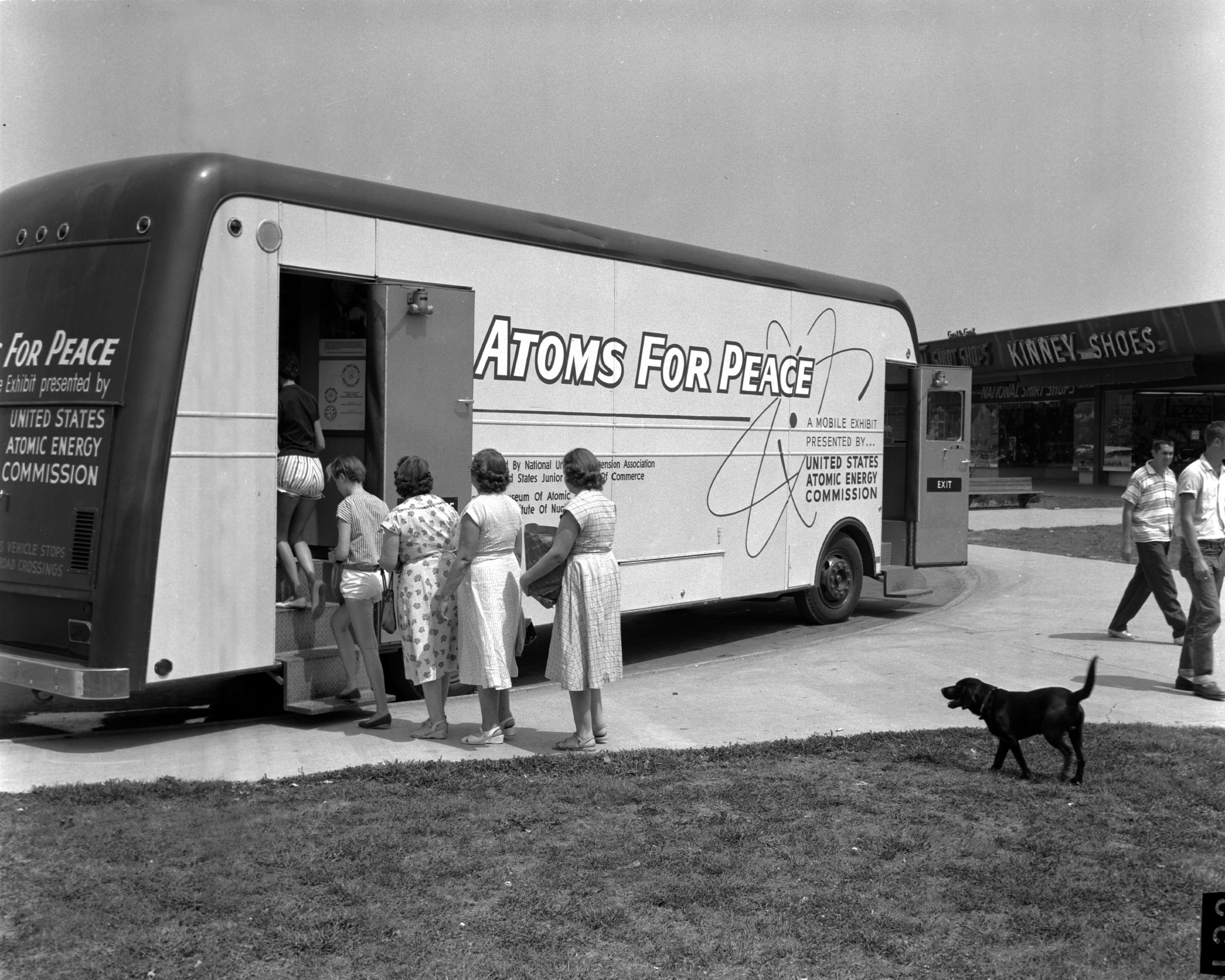
Rollende Ausstellung ("Roadshow") des Atoms for Peace Programms. Die AEC hat dazu mehrere Busse umgebaut. Foto von 1957.

Im Rahmen der friedlichen Nutzung der Kernenergie wurden weltweit verschiedene Projekte (primär Kernreaktoren zur Energieerzeugung) initiiert. Die USA (und auch die Sowjetunion im Rahmen ihres friedlichen Programms – als "Forschungsplattform" ist hier das Vereinigtes Institut für Kernforschung (JINR) zu erwähnen) exportierten zu diesem Zweck Forschungsreaktoren an interessierte Länder, z. B. wurde das Kernforschungszentrum Sorek in Israel mit Unterstützung der USA aufgebaut. In Westdeutschland wurden einige Kernreaktoren in Zusammenarbeit mit amerikanischen Firmen kritisch, z. B. in Zusammenarbeit (BBC, MAN, uvm.) mit der American Maschine & Foundry (AMF), Atomics International, Babcock & Wilcox etc.
Die Sowjetunion unterstützte China bei der Entwicklung seines Atomprogramm, die Beziehungen wurden jedoch 1959 von Chruschtschow einseitig beendet und die Volksrepublik China entwickelte fortan ein eigenes Atomprogramm.
In der technischen Entwicklung wurde versucht, Kernreaktoren für Antriebszwecke zu integrieren. Beispiele sind Atomluftschiffe, der Ford Nucleon, die Convair X-6 oder das Schiff Savannah. Im Rahmen der Programme Operation Plowshare und Operation Chariot wurde versucht, nukleare Sprengkörper für zivile Zwecke zu nutzen. Auch Einzelpersonen wurden mit dem Atoms for Peace Award ausgezeichnet.
Nach Gesprächen und Verhandlungen mit der damaligen Sowjetunion über die Aufgabe und Umfang der Organisation wurde am 29. Juli 1957 in Wien die angestrebte internationale Dachorganisation, die Internationale Atomenergie-Organisation (IAEO), gegründet. Der Gründung der IAEA ging 1946 ein Plan von Acheson und Lilienthal zur Gründung einer Atomic Development Authority voraus, der jedoch nicht verwirklicht wurde. Im Jahr 1957 wurde ebenfalls die Euratom gegründet. Wenige Jahre nach der Gründung der IAEO und Euratom wurde Anfang der 1960er Jahre der Nichtverbreitungsvertrag (NVV) ausgehandelt. 